# Première!
Première! es el álbum de estreno de la banda Portuguesa de rock alternativo Qwentin, lanzado en el 15 de noviembre de 2007, por la discográfica Raging Planet. 

## Pistas
1. "¡Fatalidad!"
2. "Casualty Friday"
3. "Il Commence Ici"
4. "trailer de “Aquí.”"
5. "Uomo-Tutto"
6. "Jornalisma"
7. "intervalo"
8. "Tweestrijd"
9. "N.F.O. Kronikoj"
10. "Aquí."
11. "Mind (the) Thieves"
12. "Terrier"
13. "Chewbacca’s Blues"